# Blumeopsis falcata
Blumeopsis falcata là một loài thực vật có hoa trong họ Cúc. Loài này được (D.Don) Merr. mô tả khoa học đầu tiên năm 1938.